# The Gazette (együttes)

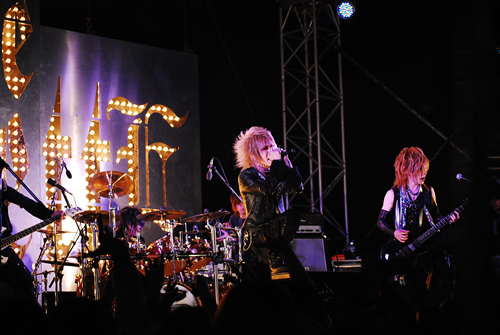
A Gazette 2009-ben

A The Gazette (stilizálva the GazettE), korábban Gazette (ガゼット; Hepburn: Gazetto) japán visual kei együttes, ami 2002 elején alakult a Matina kiadónál.

## Története

### 2002: Az eredeti felállás és a korai évek
Az együttest Ruki (ének), Reita (basszusgitár) és Uruha (gitár) alapították Kanagavában. Miután mindhárman kiléptek előző zenekaraikból, elhatározták, hogy a Gazette lesz az utolsó zenekaruk. További tagokat toboroztak; így Aoit (gitár) és Yunét (dobok) egy feloszlott visual-kei zenekarból, az Artiából, így a Gazette 2002-ben hivatalosan is megalakult.
Az eredetileg aláírt Matina-szerződésre, áprilisban kiadták az első albumukat, a Vakaremicsit, illetve április 30-án egy videót is megjelentettek. Újra kiadták a Vakaremicsit, és egy új videót júniusban. Szeptemberre megjelent a Kichiku kjói (32-szai dokusin) no nószacu kóza és a második videóklip-gyűjteményük. Októberben volt az első fellépésük. Karácsonyra elkészítettek egy 5 dalból álló összeállítást Jógenkjó címmel.

### 2003: Új dobos és a Cockayne Soup
2003 elején Yune bejelentette, hogy kilép a Gazette-ből. Őt azonnal felváltotta Kai (ex-Mareydi†Creia) és aláírtak egy szerződést a PS Companyvel, és májusban kiadták első középlemezüket, a Cockayne Soupot.
A Hanamuke visual-kei együttessel részt vettek az első körútjukon és együtt kiadtak két dalt. A második turnét egy másik zenekarral, a Vidollal kezdték, és együtt szerepeltek a visual-kei együttesekkel foglalkozó Cure Magazine novemberi számában.
December elején egy társprodukciót alakítottak a Deadmannel. December 28-án részt vettek a Beauti-Fool’s Festiválon, ami később DVD-n is megjelent.

### 2004: Disorder
2004. január 16-án felvették első szólókoncertjüket a Shibuya AX-ben, ami később Tokió szaihan: Judgment Day címmel jelent meg DVD-n.
Március 30-án készítették el a Madara című középlemezüket, ami a második helyezést érte el az Oriconon. A Madarát májusban egy DVD követte, ami 6 dalt és egy „a stúdióban” dokumentumfilmet tartalmazott. Ugyanebben a hónapban, a Gazette szerepelt a Shoxx magazin egyik különszámában, az Expect Rush III-ban, ami visual-kei előadókról szól. A második koncert-DVD-jüket, a Heiszei bankát augusztusban vették fel. Szeptemberben és októberben két PS Companys zenekarral, a Krával és a BiS-szel turnéztak. Debütáló albumuk, a Disorder, amit októberben adtak ki, az ötödik helyen végzett az Oriconon.
A zenekar 2004 végét és 2005 elejét turnéval töltötte, és az új középlemezt, a Gamát augusztusban vette fel.

### 2005–2006: a Nil és a Nameless Liberty Six Guns
2005 decemberében kiadták első nagykiadós kislemezüket, a Cassist.
2006 elején nevet váltottak, a katakana-karaktereket átírták latin betűkre, majd februárban kiadták a Nilt, a második nagylemezüket, és elkezdtek egy új japán turnét, ami a Nippon Budókanban ért véget. Júliusban felléptek Németországban, az első Ázsián kívüli helyszínen. A koncertek az AnimagiC animetalálkozó keretein belül voltak rendezve.

### 2007–2009: A Stacked Rubbish és a DIM
Még megjelent három kislemez, majd 2007. július 4-én egy nagylemez, a Stacked Rubbish. Ez a második helyet érte el az Oriconon napi eladási listáján. Az albumot egy promóciós turné követte, júliustól szeptemberig. Októberben a Gazette megkezdte első európai turnéját Angliában, Finnországban, Franciaországban és Németországban.
2008. február 13-án kiadtak egy új kislemezt, a Gurent, ami az első helyen végzett az Oriconon. Bejelentették, hogy augusztusban egy új DVD-t adnak ki, és 2008 őszén egy új kislemezt, a Leech-t, ami szintén az első helyen végzett az Oriconon.
A Gazette októberben elvégzett egy felmérést From Distorted City címmel, ami a Leech című albumukon hallható Distorted Daytime számra utalt. Tokiót ábrázolja a torz város szempontjából, ahol a társadalmi- és a politikai válság söpör végig Japánon.
2008. november 15-én, a Gazette gerillakoncertet adott a Sindzsuku állomásnál. Eredetileg, mintegy kétszáz ötven emberrel számoltak, de több, mint hétezren vettek részt rajta. A koncertet az utcán levő emberek miatt a rendőrség két dal után leállította.
2009. január 3-án a Gazette aláírta a szerződést a PS Companyhez, hogy megünnepeljék a kiadó tizedik évfordulóját. Bejelentették, hogy március 10-én, a Makuhari Messe hetedik évfordulója előtt Distress and Coma címmel új kislemezt adnak ki.
A zenekar kiadta a következő nagylemezüket, a Dimet, amit egy turné követett, amelynek Japán-szerte voltak az állomásai. Az utolsó koncertet Saitama Super Arenában tartották.
Október 7-én megjelent az új kislemez, a Before I Decay. December 24-én a Gazette egy karácsonyi koncertet adott Hymn of the Cruxifixion címmel.

### 2010–2011: Sony Music Records és Toxic
Az együttes 2010 márciusában a zenekar megkezdte az End of Stillness rajongói klub-exkluzív turnét.
A turné után a zenekar bejelentett egy új lemezt és turnét, melynek a neve Tour 10 Nameless Liberty Six Bullets, ami július elején kezdődött, és két egymást követő éjszakán tartott a Nippon Budókanban. 2010. augusztus 4-én kiadtak egy DVD-t a zenekar tíz promóciós-videójából.
Az összes esemény után bejelentették, hogy átmennének a King Recordstól a Sony Music Recordshoz a tizenhetedik kislemezükkel, a Shiverrel, amit a Kurosicudzsi című animesorozat nyitófőcím dalának választottak, és ez 2010. július 21-én jelent meg.
A Shiver megjelenése után a zenekar bejelentette a Tour 10 Nameless Liberty Six Bullets turné végét, ami a Tokyo Dome-ban lesz, és két új kislemez, a Red és a Pledge megjelenését. A Red szeptember 22-én, a Pledge pedig december 15-én jelenik meg.
2011 márciusában a zenekar belekezdett egy csak a fanclub tagjai számára elérhető turnéba, „Live Tour 11 (Two Concept Eight Nights -Abyss/Lucy-)” címen, és ezután megtartották 9. évfordulós koncertjüket (Day 9 – Nine) a Zepp Tokyoban 2011. március 10-én, ami az előző turnénak volt a kiegészítő, 9. estéje. A zenekar bejelentett egy válogatáslemezt „Traces Best of 2005-2009” címmel, és a Tokyo Dome-ban adott koncertjük DVD kiadását, ami a „The Nameless Liberty at 10.12.26 Tokyo Dome” címen jelent meg. Azonban a válogatáslemez és a DVD megjelenése el lett halasztva a Japánban (a zenekar évfordulója után egy nappal) történt 2011-es katasztrófára való tekintettel. Mindkét cím április 6-án került végül megjelenésre. Ezután nem sokkal kiadták „Vortex” című kislemezüket május 25-én.
Júniusban Ruki és Aoi csatlakozott a „PS Carnival Tour 2011 Summer 7 Days at Shibuya” rendezvényhez, ahol ideiglenes zenekarokat hoztak létre a PS Company által rendezett turné idejére. Ruki a „Lu/V”, Aoi pedig az „Aoi with Bon:cra-z” nevezetű zenekarba került. A the GazettE fellépett a 2011-es Summer Sonic fesztiválon augusztusban, illetve jelen voltak a szeptemberi Inazuma Rock Festivalon is.
Augusztus 31-én megjelent a „Remember the Urge„ nevet viselő kislemezük, illetve október 5-én kiadták 5. stúdió albumukat, a Toxicot, amit követett egy az új albumot bemutató turné a „Live Tour11 Venomous Cell”. A turné 27 városban összesen 28 állomásból állt és októbertől egészen 2011 végéig tartott, ezt zárta le a „Tour11-12 Venomous Cell -the Finale- Omega” amely 2012. január 14-én került megrendezésre a Yokohama Arénában.
2011-ben a the GazettE nyerte el a J-Melo Awards „2010 Legkeresettebb előadójának” járó díjat.

### 2012: Division és Groan of Diplosomia turné
A Venomous Cell fináléján a zenekar bejelentette 10. évfordulós koncertjét ,,Standing Live 2012 10th Anniversary – The Decade“ címen, amit a Makuhari Messében tartottak meg március 10-én. Mindemellett bejelentették új, készülő albumukat, a Divisiont. Az album 2012. augusztus 27-én jelent meg Japánban és 2012. október 1-jén az Egyesült Királyságban, illetve Európában a JPU Recordson keresztül. Az album megjelenésével egyidejűleg bejelentetteék az azt népszerűsítő országos turnét, a ,,Live Tour12 -Division- Groan of Diplosomia 01”-et, amelynek kezdete 2012. október 8-ra, a befejezte pedig 2012. november 29-re esett.
A Division turné előtt azonban nyáron még megrendezésre került egy csak a fanclub tagoknak elérhető turné, a ,,Standing Live Tour12 -Heresy Presents- Heterodoxy” 2012. július 4. és augusztus 29. között.
A Gazette 2012-ben több fesztiválon is fellépett, ilyen volt a ,,A-Nation Musicweek 2012” a Yoyogi National Stadiumban augusztus 4-én. De játszottak emellett még a ,,Kishidan Banpaku 2012”-n szeptember 16-án és 17-én Chibában, illetve jelen voltak a ,,Rising Sun Rock Festival”-on is Ezoban.
A zenekar eleinte azt nyilatkozta, hogy nem kívánja megjelentetni 10. évfordulós koncertjüket DVD-n, azonban ez végül mégis megtörtént 2013. január 9-én, és kiadták azt ,,10th Anniversary: The Decade” címen. Emellett bejelentették a Division turné folytatását, a ,,Live Tour13 Division Groan of Diplosomia 02”-t amely 2013 február másodikától március 10-ig tartott, melynek utolsó állomása a zenekar évfordulós koncertje is volt egyben, ez volt a ,,Live Tour12-13 Division Groan of Diplosomia Melt” amit a Saitama Super Arenában tartottak meg.
A Gazette 2013-ban részt vett az oroszországi Kubana rock fesztiválon, melyet ötödjére rendeztek meg Anapában a Fekete-tengernél. A fesztivál augusztus 1-től 7-ig tartott, és olyan nemzetközi sztárok léptek fel itt, mint Die Ärzte, a Scooter,a the Guano Apes, a Bullet For My Valentine vagy a System of a Down. A zenekarnak ez volt a legelső oroszországi fellépése, illetve a 2007-es európai turnéjuk óta az első külföldi fellépésük. A zenekar rajongóinak körében kisebb botrányt keltett az, hogy a fesztivál online közvetítését a Gazette fellépésének idejére leállították.
2013. február 24-én a zenekar elnyerte a J-Melo ,,2012 Legkeresettebb előadójának” járó díjat, melyet immáron második alkalommal sikerült megszerezniük.

### 2013–2014: Beautiful Deformity és Magnificent Malformed Box turné
A 11. évfordulós koncertjük után a Gazette megjelentette 2013-ra szánt terveit. Ez elsősorban egy DVD megjelenését jelentette a Division turné fináléjából ,, Live Tour12-13 Division Final Melt” címmel, melynek kiadása 2013. június 26-ra esett. Emellett 2 lemezt is bemutattak, melyekből az első egy kislemez, amely a Fadeless nevet kapta és 2013. augusztus 21-én jelent meg. A másik egy album, ami Beautiful Deformity címmel jelent meg október 23-án. A zenekar bejelentette az új megjelenések népszerűsítésére szánt turnéját, a ,,Live Tour13 Beautiful Deformity Magnificent Malformed Box”-ot, mely 2013. november 2-ától december 28-ig tartott, illetve 2014. január 11-én egy fináléval koronázták meg a turnét, melyet a Yokohama Arenában rendeztek meg és 2014. május 21-én kiadtak DVD-n „Live Tour 13-14 [Magnificent Malformed Box] Final Coda Live at 01.11 Yokohama Arena” címmel.
2013 szeptemberében a Gazette elindult első világturnéjára, mely keretei között bejárták Latin-Amerikát és Európát. Koncertet adtak Mexikóban, Chilében, Argentínában és Brazíliában, illetve Franciaországban, Németországban és Finnországban.
2014-ben útjára indítottak egy turné trilógiát mely ,,Redefinition” címen futott és az eddigi összes album (kivéve a Beautiful Deformity) számait játszották, a turnésorozat csak Heresy tagok számára volt elérhető. 2014 márciusában zajlott le az első turné, a „Nameless Liberty Disorder Heaven”, ahol a Disorder és a NIL albumok számait játszották. Júniusban tartották meg a második felvonást, a „Pulse Wriggling to Dim Scene”-t, ahol a Stacked Rubbish és a DIM számait hallhatta a közönség. A „Groan of Venomous Cell” névre keresztelt utolsó turné pedig novemberben került megrendezésre ahol a Toxic és a Division számait játszotta a zenekar. Ez a turnésorozat a Gazette 12. évfordulóján kezdődött, és azt volt hivatott igazolni, hogy a zenekar mennyi mindent elért közös erővel az elmúlt egy évtized alatt. A Groan of Venomous Cell turné első showján Ruki bejelentette, hogy mindhárom Redefinition turné 1-1 koncertje felkerül majd új DVD-jükre, amely „STANDING LIVE TOUR14 HERESY LIMITED — 再 定 義 — COMPLETE BOX” címen került kiadásra 2015. március 11-én.
2014 szeptemberében a Sony a Gazette-tel összedolgozva piacra dobott egy Walkman zenelejátszót, mely el volt látva a Gazette logójával, illetve a készülékeken előre telepítve megtalálható volt a zenekar Last heaven című számához készített videóklip, illetve az ahhoz készült fotósorozat képei. Ezen videóklip és a fotók nem jelentek meg külön DVD-n, illetve nyomtatásban, csak az egyes Walkman készülékeken lehetett hozzájuk férni.
2014. december 24-én megjelentették videóklip-gyűjteményük 3. részét „Film bug III” címen, melyen szerepeltek a 2010-től 2014-ig kiadott videóklipek, illetve helyet kapott rajta a direkt erre az alkalomra készített To dazzling darkness című számukhoz készített klip.

### 2015–2016: 13. évforduló és a Project: Dark Age
2015. március 10-én a Gazette megtartotta 13. évfordulós koncertjét a Nippon Budokanban, melyben a zenekar kihasználta a 13-as szám adta lehetőségeket, és ez az egész eseményen éreztette hatását, a show-t beharangozó videótól kezdve a tagok öltözékéig. Különleges hangulatú showt adtak a rajongóknak, ahol a színpad közepén helyet kapott egy 13 fokból álló hatalmas lépcső. A koncert helyszínén létrehoztak egy kiállítást, ahol a zenekar hangszerei és egyéb a zenekarhoz kapcsolódó eszközök voltak megtekinthetők, illetve felállítottak egy üzenőfalat, ahol a rajongók leírhatták a Gazette-nek szánt üzeneteiket.
Az évfordulós koncert alkalmából a zenekar bejelentette legújabb, készülő albumát, a Dogmát, illetve az ahhoz gyökeresen kapcsolódó „Project: Dark Age”-et, melynek fő feladata a Dogma-érához tartozó dolgok egybegyűjtése volt. Ez egy eleinte 7 lépésből álló projekt volt (0-tól 6-ig), mely később egy bejelentés alkalmával 13-ra módosult . Ez külön, erre az időszakra készített ábrán volt feltüntetve. A Project: Dark Age első lépése az új album, a Dogma megjelenése volt 2015. augusztus 26-án. A második lépés az albumot népszerűsítő turné első fele, a ,,LIVE TOUR 15 DOGMATIC -UN-„ amely 2015. szeptember 5-től október 30-ig tartott. A harmadik lépés egy új kislemez kiadása volt, amely Ugly címen jelent meg 2015. november 18-án, melynek videófelvételeit még augusztusban megtartották körülbelül 300 rajongó bevonásával, akik szerepelhettek a videóklipben. A projekt negyedik lépése volt az új megjelenéseket népszerűsítő turné második része, a „LIVE TOUR 15-16 DOGMATIC -DUE-” mely 2015. december 1-je és 2016. január 24-e között volt megrendezve. Az ötödik lépés a turnét lezáró show volt, a „LIVE TOUR 15-16 DOGMATIC FINAL -Shikkoku-”, amelyet 2016. február 26-án tartottak meg a Yoyogi National Gymnasiumban. Ugyanezen napon kiderült, hogy a 6. lépés egy újabb, a Dogma-érához tartozó kislemez lesz Undying címen, mely 2016. április 27-én jelent meg. (Érdekesség, hogy a három Dogma-érás lemez borítóját (Undying, Dogma, Ugly) ha egymás mellé helyezzük, azok egy egybefüggő képet alkotnak.)
Közben a YouTube videómegosztón keresztül megosztották a Project: Dark Age további, eddig ismeretlen 6 lépését.
Ezt követően a projekt keretein belül a Gazette 3 év után újra világturnéra indult. A 7. lépésben a zenekar Amerikában adott koncerteket: felléptek Mexikóban, Argentínában, Brazíliában, az USA-ban, illetve Kanadában. A 8. lépésben Ázsiában koncerteztek Taiwanban és Kínában. A 9. lépésben pedig Európába látogattak el, itt Franciaországban, Németországban, Finnországban és Oroszországban láthatták őket a rajongók.
A 10. lépés a „Tour 15-16 Dogmatic Final -Shikkoku-” DVD-t megjelenését tartalmazta, mely végül 2016. november 9-én jelent meg. A 11. lépés egy országos turné volt ,,Standing Live Tour 16 Dogmatic – Another Fate” címen, mely 2016. július 6-tól augusztus 2-ig tartott. 
Az utolsó lépés, a Grand Finale egy különleges koncert megrendezése volt, ahol csak azon emberek lehettek jelen, akik rendelkeztek a Dogma album limitált kiadásával, illetve annak dobozában elrejtett Golden Ticket-tel. Akiknek volt ilyen jegyük, ingyen belépésre voltak jogosultak a rendezvényre. A show 2016. szeptember 27-én volt megtartva a Makuhari Messe-ben.
A zenekar 2016. október 28-án megtartotta első halloweeni témájú koncertjét ,,Spooky Box” címen a Zepp Tokyo-ban, ahol egyedi kialakítású színpad várta a rajongókat, a tagok pedig halloweeni témájú öltözékben jelentek meg.
A Gazette fellépett a 2016-os Kishidan Banpaku-n és Knotfest Japan-on.
A zenekar 2016-ban elnyerte a J-Melo „2015 Legkeresettebb előadójának” járó díját immár harmadik alkalommal.

### 2017–2019: 15. évforduló és NINTH
A Gazette 2017. január 25-én kiadta az előző évi világturnéjukkal kapcsolatos dokumentumfilmjét „World Tour 16 Documentary Dogmatic -Trois-” címmel.
Ezután kiadták második válogatáslemezüket ,,Ballad Best Album TRACES Vol.2” címen 2017. március 8-án, amelyen a Gazette által írt legjobb balladák kaptak helyet, és ez alkalomból az összes kiválasztott számot átdolgozták, illetve újrahangszerelték.
A megjelenés után 2 nappal, március 10-én megtartották a „Boudouko Gudon No Sakura”-t, a zenekar 15. évfordulós koncertjét a Yoyogi National Gymnasiumban, ahol rég nem játszott dalokat adtak elő. Ezzel együtt bejelentésre került az augusztus 19-én megrendezett „Burst Into A Blaze 3” (BIAB 3) koncertjük, amely folytatása volt a 2006-os BIAB és a 2008-as BIAB 2-nek.
A BIAB-on bejelentésre került Halloweeni koncertsorozatuk ,,Spooky box 2" címen. A koncertek 2 féle témára épültek, az egyik az ,,Abyss", a másik pedig a ,,Lucy". Mindkét féle koncepcióból két-két koncertet rendeztek október végén, melyről felvétel is készült és 2018. február 28-án került kiadásra DVD-n, illetve Blu-Rayen. Emellett bejelentették új, készülő albumukat egyelőre ismeretlen névvel melynek előre tervezett megjelenési ideje 2018 tavasza volt. Az albumról az első szám 2018. március 10-én, a zenekar 16. évfordulóján debütált "Falling" címen, melyhez videóklip is készült. A dal megjelenéséig hátralévő időt egy számláló mutatta a zenekar hivatalos oldalán. Aznap bejelentésre került az album pontos megjelenési dátuma, amely tavaszról 2018. június 13-ra módosult, és kiderült az album címe, amely a "NINTH" nevet kapta. Az album nagy sikernek örvendett, megjelenésekor 7 országban az első helyen végzett az iTunes listáján, ebből az egyik Magyarország volt. Ráadásul a zenekar történelmében először felkerült a Billboard listájára, ahol a 7. helyet tudhatták magukénak a NINTH-nek köszönhetően. Az albumot népszerűsítő turné első része 17 állomásból állt amely 2018. július 19-től szeptember 4-ig tartott és "Live Tour 18 THE NINTH Phase #01 Phenomenon" címen futott. Ezt követte a "LIVE TOUR 18-19 THE NINTH PHASE #02: ENHANCEMENT" turné amely a Japánban lévő közepes méretű helyszíneke fókuszált, 2018 november 6-tól december 11-ig 11 koncerten át tartott. A következő évben 2019. február 1-jén folytatódott a turnésorozat a 15 koncertes harmadik felvonással, amely a "LIVE TOUR 18-19 THE NINTH PHASE #03: 激情は獰猛～GEKIJOU WA DOUMOU～" volt, a turné a Japánban lévő egészen kicsi helyszíneken lettek megtartva és március 20-ig tartott. A turnék itt nem álltak meg, az együttes a Ninth keretein belül elindult 3. világkörüli turnéjára amelyen 12 országban léptek fel és 16 koncertet adtak. A turné elnevezése "WORLD TOUR 19 THE NINTH PHASE #04 -99.999-" volt és 2019. április 30-tól június 30-ig tartott. A következő állomás a "LIVE TOUR18-19 THE NINTH PHASE #05: 混血 (Konketsu)" volt, ahol a Yokosuka Arts Rheatre-ben adtak koncertet 2019 augusztus 15-én ahol az új albumról illetve régebbi dalokból válogatta össze a zenekar a setlistet. A turnésorozat fiináléja 2019. szeptember 23-án lett megtartva Yokohama Arena-ban "THE NINTH / TOUR FINAL「第九」(Daiku)" név alatt, itt bejelentették 18. évfordulós koncertjüket "DAY/6576" címen. A NINTH fináléjának DVD-jét, illetve a világkörüli turnéjuk dokumentumfilmjét 2020. március 4-én jelentették meg.
A zenekar 2017-ben elnyerte a J-Melo „2016 Legkeresettebb előadójának” járó díját, immár negyedik alkalommal.
A zenekar 2018. június 29-én bejelentette hogy otthagyják korábbi kiadójukat, a PS Company-t és megalapították saját kiadójukat Heresy Inc. néven.
A Gazette 2019 augusztus 10-én harmadik alkalommal lépett fel a Rock In Japan fesztiválon.

### 2020–2023: MASS és 20. évforduló
Az együttes 2020. március 10-re bejelentett "DAY/6576" 18. évfordulós koncertjét a Musashino Forest Sports Plaza-ban tervezték megtartani, azonban 2020. február 28-án lemondták a koncertet a 2019-ben kirobbant Covid-19 világjárvány terjedésének következtében.
A GazettE 2021. január 29-én bejelentette, hogy új albumon dolgoznak. Az első szám az albumról, a "BLINDING HOPE" és a hozzá tartozó zenei videó 2021. március 10-én, a banda évfordulóján jelent meg, továbbá aznap még bejelentették hogy az album május 26-án fog megjelenni melynek MASS lesz a címe. Az album megjelenését megelőző 3 napban a banda hivatalos YouTube oldalán három korábbi koncert DVD-jüket streamelték a megjelenést ünnepelvén. A streameket több tízezren követték élőben. Továbbá az album népszerűsítése érdekében (és a Covid miatt nem megtartható koncertek miatt) a banda nyereményjátkot hirdetett melnyek keretein belül a MASS fizikai példányát megvásárlói közül a nyertesek részt vehettek egy Online dedikáló találkozáson, ahol az egyes nyertesek egyesével beszélgethettek a bandával 1 perc erejéig, illetve részt vehettek még egy szintén Online megrendezett beszélgetős eseményen, ahol a tagok egy műsorvezető irányításával beszélgettek. Az eredetileg csak Japánra korlátozódó eseményeket a nagy külföldi érdeklődésre való tekintettel megtoldották plusz 1-1 eseménnyel melyeken a külföldi rajongók számára tették lehetővé a részvételt, a beszélgetős eventet élő angol tolmácsolás kísérte.
Az év második felében a banda "-DEMONSTRATION EXPERIMENT- BLINDING HOPE" néven egy három részes koncertsorozatot tartott amit szigorú Covid elleni óvintézkedések mellett tartottak meg. Tilos volt az éneklés, heves testmozdulatok végzése, és kötelező volt a maszkviselés. Az utolsó koncertet az énekes, Ruki megbetegedése miatt el kellett halasztani.
2022. március 9-én hat korábbi DVD-jüket Blu-ray formájában is megjelentette a banda, illetve másnap, március 10-én megtartották 20. évfordulós koncertjüket mely a  "20TH ANNIVERSARY -HERESY-" címet viselte. Aznap bejelentették hogy a Covid járvány enyhülése miatt végre nagyobb szabású turnéra tudnak indulni, a MASS albumot népszerűsítő turné címe " PHASE 1 - COUNT DECEM" nevet viselte mely 2022. május 13-tól július 14-ig tartott és 13 koncertet ölelt fel.
A 20. évfordulós év alkalmából további 2 koncertet tartottak HETERODOXY címen illetve 2 speciális beszélgetős event is megszervezésre került melyeket ezúttal élő közönség előtt tartottak meg, ahol az online eventhez hasonlóan szintén műsorvezető vezetésével a bandatagok beszélgettek egymással, illetve a jelenlévőknek volt lehetőseg kérdezni is tőlük.
A banda ezután folytatta turnésorozatát a "PHASE 2 - The Unknown"-nal ahol minden eseményen 2 albumról játszottak számokat, az egyik mindig az aktuális MASS volt, míg a másik az adott koncerttől függően valamelyik másik korábbi albumuk. A turné 2022. október 1-től december 21-ig tartott.
A banda 2022 december 21-én kiadott egy válogatás albumot "the GazettE 20TH ANNIVERSARY BEST ALBUM HETERODOXY-DIVIDED 3 CONCEPTS-" néven amelyen 47 újramasterelt szám volt hallható, továbbá a limitált kiadást megvásárlók letölthették 10, korábban koncertek elején használt koncert-openingjüket.
A következő turné az albumot népszerűsítő turnésorozat utolsó állomása volt, a "PHASE 3 - LAST MILE" amely 2023. március 4-től március 27-ig tartott.
A turné fináléját 2023. június 15-én tartották a Nippon Budokan-ban. A koncert végén bejelentették karácsonyi koncertjüket, illetve hogy 2024-ben új megjelenéssel készülnek, amely valószínűsíthetően egy új album lesz.
2023 december 25-én, 11 év után először újra karácsonyi koncertet tartottak melynek cmíe "LIVE 2023-HERESY LIMITED- A HYMN OF THE CRUCIFIXION ver.2" volt. A helyszínen egy fekete színű karácsonyfa volt felállítva amely dedikált illetve a banda logóját ábrázoló gömbökkel feldíszítve. A koncert végén bejelentették, hogy a MASS fináléjának DVD-je 2024 március 13-án fog érkezni. 
2024. február 22-én eltolták a MASS Finálé DVD-jének megjelenését április 17-re.

### 2024-: Reita halála
2024. április 16-én bejelentették, hogy Reita, az együttes basszusgitárosa 2024 április 15-én elhunyt.Halálának okát nem tették közzé, csak annyit, hogy hirtelen tragikussággal történt. Reita utolsó, áprillis 15-ei X (Twitter) bejegyzése a következő volt japánul: "Remélem, a GazettE örökké tartani fog." Reitáról a banda hivatalos oldalán a tagok egyenként emlékeztek meg írásukkal. Továbbá Reita születésnapján 2024. május 27-én emlékkoncertet tartottak "HERESY LIMITED SIX GUN’S" néven melyet innentől kezdve minden év május 27-éjén megkívánnak tartani. A koncert közben volt egy 30 perces emlékbeszéd melyet a fanclub tagok online élőben hallgathattak végig. A banda kinyílvánította, hogy folytatni kívánják a GazettE-et és hogy Reita helyére nem kívánnak új tagot felvenni.
A banda következő koncertje, a "HETERODOXY Vol.3-IMMORTAL CREED-" 2024. szeptember 12-én lesz, illetve november 9-én fellépnek a Kishidan Banpaku fesztiválon.

## Zenei stílus
A Gazette zenei stílusa különböző: a rock mellett van benne heavy metal, mint az Ogre, alternatív metal, mint a 'Taion' és az Invinsible Wall. Az olyan dalok, mint a Silly God Disco, és a Swallowtail on the Death Valley funk-rockos hangzásúak, míg az olyan dalok, mint a Leech és a Hyena hard rockosak. Más dalok, mint a Maggots, a Discharge vagy a Headache Man metalcore hangzású.
A Gazette is számos dalban használ szintetizátort a női hang alatt, mint például a Filth in the beautyben és a Leechben. Különböző hangszerelésű zenékhez különböző stílusú zenét használnak. Eredetileg standard hangolást használtak, de használnak Drop B elsődleges tuningot is.
A keményebb dalok mellett számos balladát is írtak, mint például a Nakigahara, a Reila, a Cassis és a Guren.

## Diszkográfia

### Stúdióalbumok
- Disorder (2004.10.13)
- Nil (2006.02.08.)
- Stacked Rubbish (2007.07.04.)
- Dim (2009.07.15.)
- Toxic (2011.10.05.)
- Division (2012.08.29.)
- Beautiful Deformity (2013. 10. 23.)
- Dogma (2015. 08. 26.)
- Ninth (2018. 06. 13.)
- Mass (2021. 05. 26.)
- The Winter (2025)

### Válogatásalbumok
- Dainippon itan geiha-teki nómiszo gjaku kaiten zekkjó ongen sú (2006.05.03)
- Traces Best of 2005–2009 (2011.04.06)
- Ballad Best Album Traces Vol.2 (2017.03.08)
- the GazettE 20TH ANNIVERSARY BEST ALBUM HETERODOXY-DIVIDED 3 CONCEPTS- (2022.12.21)

### Középlemezek
- Cockayne Soup (2003.05.28)
- Akujúkai (2003.06.25)
- Spermargarita (2003.07.30)
- Hankó szeimeibun (2003.10.01)
- Madara (2004.03.30)
- Gama (2005.08.03)

### Kislemezek
- Vakaremicsi (2002.04.30)
- Kicsiku kjósi (32-szai dokusin) no nószacu kóza ([2002.08.30)
- Gozen 0-dzsi no Trauma Radio (2002.09.20)
- Zakurogata no júcu (2004.07.08)
- Zecu (2004.07.08)
- Miszeinen (2004.07.08)
- Dainippon ian geisa-teki nómiszo nakazuri zeccsó zekkei ongen sú (2004.07.08)
- Reila (2005.03.09)
- Cassis (2005.12.07)
- Regret (2006.10.25)
- Filth in the Beauty (2006.11.01)
- Hyena (2007.02.07)
- Guren (2008.02.13)
- Leech (2008.11.12)
- Distress and Coma (2009.03.25)
- Before I Decay (2009.10.07)
- Shiver (2010.07.21)
- Red (2010.09.22)
- Pledge (2010.12.15)
- Vortex (2011.05.25)
- Remember the Urge (2011.08.31)
- Fadeless (2013.08.21)
- Ugly (2015.11.18)
- Undying (2016.04.27)

### Videokiadványok
- Sentimental Video (2002.04.30)
- Sicsókaku-sicu (2002.08.30)
- Hjakkijagjó (2003.10.01)
- Tokió szaiban: Judgement Day 2004.1.16 Shibuya-AX (2004.04.28)
- Madara PV sú (2004.05.26)
- Dainippon itan geisa-teki zenkoku dzsunrei tandoku kóen: Heiszei banka 2004.4.23 Shibuya O-East (2004.08.25)
- Standing Tour 2005 Final: M.R.D at 2005.4.17 Sibuja kókaidó Live DVD (2005.07.06)
- Film Bug I (2006.06.07)
- Standing Live Tour 2006: Nameless Liberty. Six Guns... -Tour Final- Nippon Budókan (2006.09.06)
- Tour 2006-2007: Decomposition Beauty Final Meaningless Art That People Showed at Yokohama Arena (2007.06.13)
- Tour 2007-2008 Stacked Rubbish Grand Finale (Repeated Countless Error) in Kokuritsu Yoyogi Kyougijou Daiichi Taiikukan (2008.08.06)
- Tour 09: Dim Scene Final at Saitama Super Arena (2009.12.16)
- FIlm Bug II (2010.08.04)
- The Nameless Liberty at 10.12.26 Tokyo Dome (2011.04.06)
- Tour 11-12 Venomous Cell Finale Omega (2012.05.09)
- The Gazette Live Tour 12-13 Division Final Melt Live at 03.10 Saitama Super Arena (2013.06.26)
- The Gazette World Tour 13 Documentary (2014.02.26)
- The Gazette Live Tour 13-14 (Magnificent Malformed Box) Final Coda Live at 01.11 Yokohama Arena (2014.05.21)
- Film Bug III (2014.12.24)
- Standing Live Tour 14 Heresy Limited: Szaiteigi (2015.03.11)
- Live Tour 15-16 Dogmatic Final: Sikkoku (2016.11.09.)
- World Tour 16 Documentary Dogmatic: Trois(2017.01.25)
- Halloween Night 17 The Dark Horror Show SPOOKY BOX 2 (2018.02.28.)
- Live Tour18-19 THE NINTH / Final「Daiku」Live At 09.23 Yokohama Arena (2020.03.04.)
- Live In New York & World Tour19 Documentary THE NINTH [99.999] (2020.03.04.)
- the GazettE LIVE TOUR2022-2023 MASS "THE FINAL" (2024.04.17)

## Tagok

### Jelenlegi
- Ruki – ének, elektromos gitár
- Aoi – elektromos gitár
- Uruha – elektromos gitár
- Kai – dobok

### Korábbi
- Yune – dobok (2002-2003)
- Reita – basszusgitár (2002-2024, 2024-ben elhunyt)

## Fordítás
- Ez a szócikk részben vagy egészben  a   The Gazette (band) című angol Wikipédia-szócikk fordításán alapul.  Az eredeti cikk szerkesztőit annak laptörténete sorolja fel. Ez a jelzés csupán a megfogalmazás eredetét és a szerzői jogokat jelzi, nem szolgál a cikkben szereplő információk forrásmegjelöléseként.